# Paracetopsis
Paracetopsis es un género de peces actinopeterigios de agua dulce, distribuidos por ríos y lagos de América del Sur.

## Especies
Existen tres especies reconocidas en este género:
- Paracetopsis atahualpa Vari, Ferraris y de Pinna, 2005
- Paracetopsis bleekeri Bleeker, 1862
- Paracetopsis esmeraldas Vari, Ferraris y de Pinna, 2005